# Јан Тинберген
Јан Тинберген (хол. Jan Tinbergen; 12. април 1903 — 9. јун 1994) био је холандски економиста. Заједно са Рагнаром Фришом је добитник прве Нобелове награде за економију 1969. године за развијање и примену динамичких модела за анализу економских процеса. Сматра се једним од најутицајнијих економиста 20. века и једним од оснивача економетрије.